# Aymen Ayari
Pour les articles homonymes, voir Ayari.
Aymen Ayari, né le 19 mars 1981 à Makthar, est un footballeur tunisien évoluant au poste de milieu de terrain.

## Carrière

### Clubs
- 2008-juillet 2009 : Union sportive monastirienne ( Tunisie)
- juillet 2009-2010 : Étoile sportive du Sahel ( Tunisie)
- juillet 2010-juillet 2012 : Stade tunisien ( Tunisie)
- décembre 2013-juillet 2014 : Olympique de Béja ( Tunisie)
- juillet 2014-août 2015 : Avenir sportif de Gabès ( Tunisie)
- août 2015-août 2018 : Étoile sportive de Métlaoui ( Tunisie)
- août-décembre 2018 : Union sportive monastirienne ( Tunisie)

### Palmarès
- Coupe de Tunisie :
  - Finaliste : 2009 (Union sportive monastirienne)